# Фабріціо дель Карретто
Фабріціо дель Карретто (1455 — 10 січня 1521) — італійський дворянин і 43-й Великий магістр лицарів-госпітальєрів з 1513 по 1521 рік.

## Біографія
Карретто народився у Фінале-Лігуре в Лігурії в 1455 році, четверта дитина Джованні дель Карретто, маркіза Фінале, та його дружини Валентини Адорно, дочки Барнаби Адорно, дожа Генуї. Його старшим братом був кардинал Карло Доменіко дель Карретто.

У молодому віці вступивши до лав ордену лицарів госпітальєрів. Карретто провів кілька років на Родосі де відзначився особливою особистою хоробрістю, захищаючи форт Святого Миколая, який захищав гавань під час облоги острова в 1480 році, але в 1491 році він повернувся до Італії, де отримав від папи Інокентія VIII призначення комтуром храму Святої Марії в Мілані.

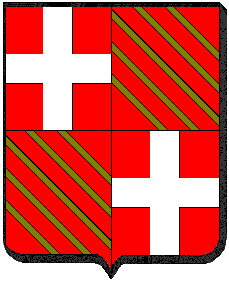
Герб Фабріціо дель Карретто

Карретто був вправним організатором тож неодноразово отримував доручення ордену щодо забезпечення галерами та іншими кораблями з Генуї, для використання їх для оборони Родосу, і в 1500 році він був призначений капітаном галер. Однак у 1502 році він оселився в Римі, бо Великий магістр зробив його генеральним прокурором ордену при Святому Престолі. У 1505 році він став судовим приставом святої Євфимії. У 1509 році він став адміралом ордену. Важливі завдання йому доручав папа Юлій II, якого він супроводжував на П'ятий Латеранський собор у 1512 р., а також призначив його послом ордену у Франції. Потім він повернувся на Родос, де командував двома кораблями ордену.
24 листопада 1513 р. Великий магістр Гі де Бланшфор загинув біля острова Закінф, але звістка дійшла до Родосу лише 13 грудня. Через два дні 15 грудня Фабріціо дель Карретто був обраний великим магістром.
Він наказав командуванням ордену передавати третини їх доходів в загальну скарбницю ордену.
Також він зміцнив оборону міста Родос та інших островів Додеканесу, забезпечуючи фортеці значними запасами їжі та артилерією, та проводячи реконструкції та дообладнання укріплень таких як фортеця Антимахії (острів Кос), замок Хора (острів Калімнос).
В 1515 році він уклав союзну угоду з шахом Ірану Ісмаїлом I, а в 1520 році з сирійцями, спрямовані проти султана Османської імперії Селіма I.
Фабріціо дель Карретто помер на Родосі після недовгої хвороби 10 січня 1521 р. Він був останнім великим магістром лицарів-госпітальерів, який помер на Родосі. Під час правління його наступника Філіпа де Вільє де л'Іль-Адама орден після завершення облоги Родоса втратив острів, який перейшов до Османської імперії, а згодом переїхав на Мальту в 1530 році.